# Han (fleuve en Corée)
Pour les articles homonymes, voir Han et Han (fleuve).
Le Han ou Hangang (en coréen : 한강 ; hanja : 漢江), est un fleuve de Corée qui se jette dans la mer Jaune en séparant la Corée du Sud de la Corée du Nord au niveau de son estuaire, qu'il partage avec la rivière Imjin.

## Géographie
Long de 514 km, le fleuve traverse la ville de Séoul, capitale du pays, où il atteint une largeur de plus de 1 km. Malgré cela, il est franchi par 27 ponts lors de sa traversée de l'agglomération de Séoul. Le Han est formé par la réunion de deux rivières, le Han du Sud (Namhangang, 394 km) qui prend sa source à Taebaek et le Han du Nord (Bukhangang, 325 km) qui prend sa source dans les monts Kumgang en Corée du Nord.
Lors de la mousson, il peut se remplir très vite et provoquer des inondations à ses abords. Le rapport entre le débit à l'étiage et le débit pendant les crues était de 1 à 390 avant la construction de barrages servant à sa régulation. En général assez paisible, il est apprécié des Séoulites. À Namyangju, 7 km en amont de la jonction des deux Hans, la centrale de Paldang est chargée de l'approvisionnement en eau de la capitale ainsi que de la protection contre les inondations. Elle produit également de l'électricité (80 MW depuis 1974, 120 MW à partir de 1999).
Comme tous les fleuves de Corée, il présente peu de déclivité et est ainsi normalement navigable. Cependant, comme son estuaire marque la frontière entre les deux Corées et qu'il se trouve au cœur de la zone démilitarisée, peu de navires y circulent.

## Le canal Ara
Pour désenclaver Séoul et lui donner un accès direct à la mer, la voie Ara, un canal de 18 km, a été construite pour relier le fleuve Han au port d'Incheon depuis l'ouest de Séoul. Commencé dans les années 90, abandonné à cause des contraintes économiques puis relancé en 2009, il a été inauguré le 25 mai 2012. D'un cout de 2250 milliards de wons (1,5 milliard d'euros), large de 80 mètres et profond de 6,3 m, il permet le transport des marchandises et doit limiter les risques d'inondations ainsi que servir d'attraction touristique.

## Le Bukhangang

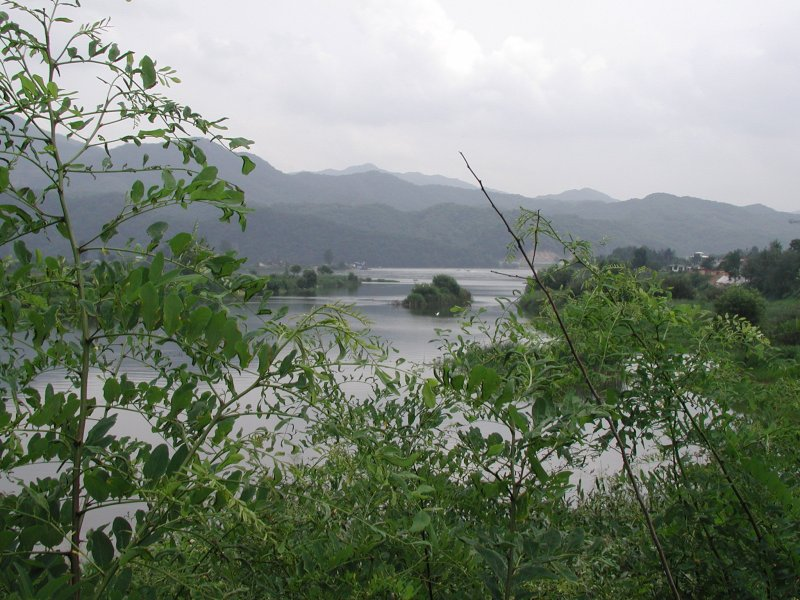
Le Han du Nord à Gapyeong.

Depuis sa source au Monts Kumgang dans la province du Kangwon, le Bukhangang court d'abord vers le nord dans une région où il est appelé Kumgangcheon (le torrent du Kumgang). Il change ensuite complètement de direction pour s'orienter vers le sud et arriver au barrage d'Imnam, un nouveau barrage (121 mètres de haut, 2,62 milliards de m³ d'eau) construit entre 1986 et 2003 juste avant que la rivière quitte la Corée du Nord pour rentrer en Corée du Sud. Depuis le début de sa construction, il a été perçu comme une menace pour Séoul par les sudistes qui ont craint d'abord une inondation catastrophique intentionnelle puis une rupture accidentelle après la découverte de fissures en 2002. En conséquence, près de Hwacheon, le barrage de la paix a été construit à quelques kilomètres en aval de la ligne de démarcation pour bloquer toute arrivée d'eau intempestive. Ce mur haut de 125 mètres et long de 601 mètres a la capacité de retenir 2,61 milliards de m³ d'eau mais le réservoir est maintenu vide. Le Bukhangang continue ensuite sa route vers le sud, traverse la ville de Chuncheon (270 000 hab.), capitale provinciale du Gangwon puis tourne vers l'ouest, rentre dans la province du Gyeonggi, traverse Gapyeong (55 000 hab.) puis le barrage réservoir de Chongpyong pour finalement se joindre au Namhangang dans la commune de Yangseo près de Yangpyeong peu avant d'arriver à Séoul. Le parcours en Corée du Sud a été fortement aménagé pour la production d'électricité : le Bukhangang est d'abord bloqué à la centrale de Hwacheon (construction de 1939 à 1944, 108 MW), puis par celles de Chuncheon (1961 à 1965, 62,2 MW), d'Uiam (au confluent de la rivière Soyang, 1967, 45 MW) et de Cheongpyeong (à Gapyeong, 1939 à 1943, 139,6 MW).
Il draine une surface de 11 343 km2 dont 7 788 en Corée du Sud.

## Hydrologie

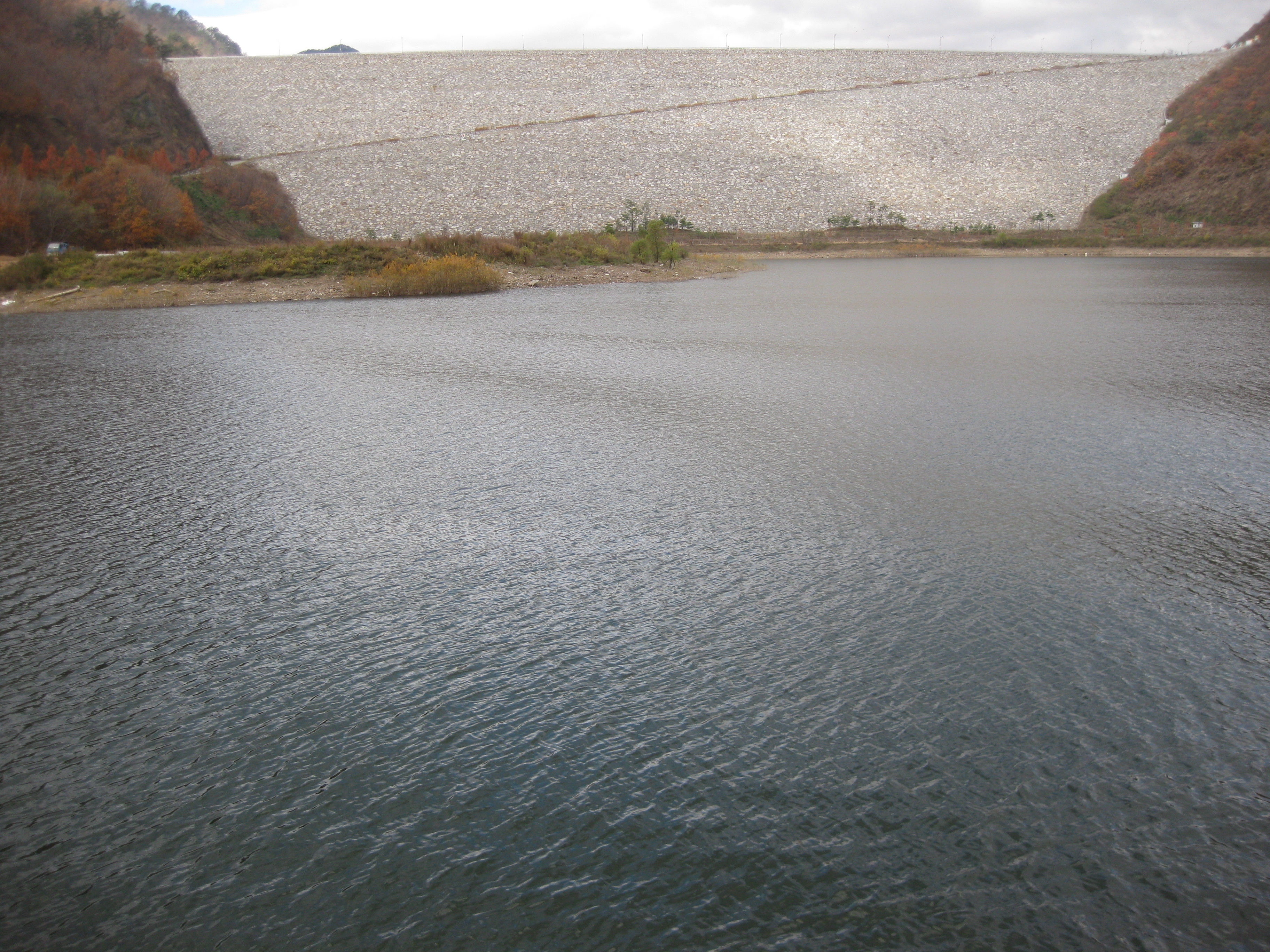
Le barrage de la paix vu depuis l'aval.

Comme d'autres fleuves d'Asie, le fleuve Han est exposé à la mousson et peut subir des crues très violentes en été, bien plus fortes que celles observées en Europe. Celles-ci sont renforcées par la forme de son bassin, en entonnoir, concentrant rapidement l'eau d'une région couvrant 23 800 km2 au confluent des deux Hans. Il possède un régime de type tropical de mousson avec un maximum très marqué en juillet. Un maximum secondaire se produit en avril (un quart de celui de juillet) au moment de la fonte des neiges. A Kohan, au confluent, le débit moyen est d'environ 500 m³/s. Il est monté à 24 500 m³/s le 16 juillet 1965 et à 36 000 m³/s en juillet 1925 (à Paldang). Ces chiffres très élevés pour un fleuve relativement court sont dus à la brièveté du parcours et à la rapidité des eaux descendant des montagnes. En conséquence, les crues sont brèves et la montée des eaux ne dépasse qu'exceptionnellement les 24 heures.

## Principaux cours d'eau en Corée du Sud

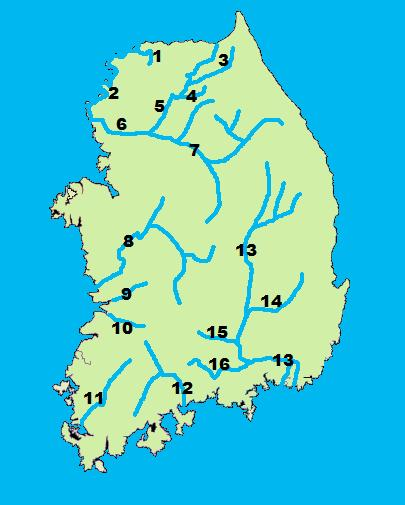
Carte des principaux cours d'eau en Corée du Sud.

|    | Nom                 | hangul | hanja  |
| -- | ------------------- | ------ | ------ |
| 1  | Hantan (rivière)    | 한탄강 | 漢灘江 |
| 2  | Imjin (rivière)     | 임진강 | 臨津江 |
| 3  | Soyang              | 소양강 | 昭陽江 |
| 4  | Hongcheon (rivière) | 홍천강 | 洪川江 |
| 5  | Bukhan (rivière)    | 북한강 | 北漢江 |
| 6  | Han (fleuve)        | 한강   | 漢江   |
| 7  | Namhan (rivière)    | 남한강 | 南漢江 |
| 8  | Kum (fleuve)        | 금강   | 錦江   |
| 9  | Mangyeong (fleuve)  | 만경강 | 萬頃江 |
| 10 | Dongjin (fleuve)    | 동진강 | 東津江 |
| 11 | Yeongsan (fleuve)   | 영산강 | 榮山江 |
| 12 | Seomjin (fleuve)    | 섬진강 | 蟾津江 |
| 13 | Nakdong (fleuve)    | 낙동강 | 洛東江 |
| 14 | Geumho (rivière)    | 금호강 | 琴湖江 |
| 15 | Hwang (rivière)     | 황강   | 黃岡   |
| 16 | Nam (rivière)       | 남강   | 南江   |